# Scott Morrison (allenatore di pallacanestro)
Scott Morrison (Isola del Principe Edoardo, 1978) è un allenatore di pallacanestro canadese.

## Palmarès
- Dennis Johnson Coach of the Year Award (2015)